# Zomboy
Joshua Mellody, meglio conosciuto come Zomboy (Penzance, 1º giugno 1989), è un disc jockey, produttore discografico di musica elettronica britannico.
Zomboy debuttò nel 2011 con la traccia Organ Donor, che fu pubblicata con la Never Say Die Records nell'album Game Time EP. Il suo primo album rimase nelle top 5 delle classifiche dubstep di Beatport per più di 8 settimane. A fine anno, la sua musica e i remix ottennero una licenza sotto la Warner e la Ministry of Sound.
Nel 2012, pubblicò il suo secondo album The Dead Symphonic EP. Nel marzo 2013, pubblicò uno dei singoli più famosi, Here to Stay con Lady Chann su No Tomorrow Records. Nel settembre 2013, il suo Reanimated EP fu pubblicato in 2 parti, di cui la prima parte venne pubblicata su Never Say Die Records e la seconda parte su No Tomorrow Recordings.

## Discografia

### Album
| Anno | Titolo                                    | Data di pubblicazione | Etichetta             |
| ---- | ----------------------------------------- | --------------------- | --------------------- |
| 2011 | Game Time                                 | Ago 8, 2011           | Never Say Die Records |
| 2012 | The Dead Symphonic                        | Set 3, 2012           | Never Say Die Records |
| 2013 | Here To Stay (feat. Lady Chann) (Remixes) | Mag 13, 2013          | No Tomorrow Records   |
| 2013 | Reanimated Pt. 1                          | Set 9, 2013           | Never Say Die Records |
| 2013 | Reanimated Pt. 2                          | Set 9, 2013           | No Tomorrow Records   |
| 2014 | The Outbreak                              | Ago 4, 2014           | Never Say Die Records |
| 2015 | "Resurrected"                             | Mag 25, 2015          | Never Say Die Records |
| 2016 | Neon Grave                                | Mar 11, 2016          | Never Say Die Records |

### Singoli
| Anno | Titolo                          | Data di pubblicazione | Etichetta              |
| ---- | ------------------------------- | --------------------- | ---------------------- |
| 2013 | Here to Stay (feat. Lady Chann) | Mar 4, 2013           | No Tomorrow Recordings |

### Remix
| Anno | Titolo                                       | Artista                                                                | Data di pubblicazione             | Etichetta                 |
| ---- | -------------------------------------------- | ---------------------------------------------------------------------- | --------------------------------- | ------------------------- |
| 2011 | Only Girl (in the World) (as Joshua Mellody) | Rihanna                                                                | Pubblicato su YouTube             | N/A                       |
| 2011 | Demons (as Joshua Mellody)                   | Fenech-Soler                                                           | Pubblicato su YouTube             | N/A                       |
| 2011 | Little Dreams (as Joshua Mellody)            | Ellie Goulding                                                         | Pubblicato su YouTube             | N/A                       |
| 2011 | Pressure                                     | Nadia Ali, Starkillers & Alex Kenji                                    | Pressure (Remixes)                | Simply Delicious          |
| 2011 | Bass Cannon                                  | Flux Pavilion                                                          | Pubblicato su SoundCloud          | N/A                       |
| 2011 | Movements                                    | Dead C∆T Bounce                                                        | Movements EP                      | Dga Fau Records           |
| 2012 | Still Getting It                             | Foreign Beggars featuring Skrillex                                     | Never Say Die (Deluxe Edition)    | UKF/Never Say Die Records |
| 2012 | Hot Right Now                                | DJ Fresh featuring Rita Ora                                            | Hot Right Now EP                  | Ministry of Sound         |
| 2012 | Parasite (with SKisM)                        | Hadouken!                                                              | Parasite (Remixes)                | Nettwerk                  |
| 2013 | Sunlight                                     | Modestep                                                               | Evolution Theory (Deluxe Edition) | Polydor                   |
| 2014 | Where We Belong                              | Fedde Le Grand & Di-Rect                                               | Where We Belong (The Remixes)     | Flamingo Recordings       |
| 2014 | When We Were Young                           | Dillon Francis & Sultan & Ned Shepard featuring The Chain Gang of 1974 | When We Were Young (Remixes)      | Columbia (Sony)           |
| 2014 | Ragga Bomb                                   | Skrillex featuring Ragga Twins                                         | Ease My Mind / Ragga Bomb Remixes | OWSLA / Big Beat Records  |

### Altre apparizioni
| Anno | Titolo             | Data di pubblicazione                           | Etichetta             |
| ---- | ------------------ | ----------------------------------------------- | --------------------- |
| 2011 | Dirty Disco        | Pubblicato su YouTube                           | N/A                   |
| 2011 | Falcon 6           | Pubblicato su YouTube                           | N/A                   |
| 2011 | P.A.R.T.Y          | Pubblicato su YouTube                           | N/A                   |
| 2012 | Cage The Rage      | Never Say Die                                   | Never Say Die Records |
| 2012 | Jam On It          | Pubblicato come download gratuito su SoundCloud | Never Say Die Records |
| 2013 | Mind Control       | Never Say Die Vol. 2                            | Never Say Die Records |
| 2013 | Run It             | Never Say Die Vol. 2                            | Never Say Die Records |
| 2013 | Terror Squad (VIP) | Never Say Die Fifty                             | Never Say Die Records |
| 2016 | Like A Bitch       | Never Say Die Vol. 4                            | Never Say Die Records |